# Адам Штајнмец
Адам Штајнмец (мађ. Steinmetz Ádám; Будимпешта, Мађарска, 11. август 1980) је бивши мађарски ватерполиста.